# Hilton Murillo
Hilton Murillo (Quibdó, Chocó, Colombia; 7 de octubre de 1990) es un futbolista colombiano. Juega de mediocampista.

## Clubes
| Club                    | País     | Año         |
| ----------------------- | -------- | ----------- |
| Centauros Villavicencio | Colombia | 2009 - 2010 |
| Deportes Quindío        | Colombia | 2010 - 2012 |
| Deportes Tolima         | Colombia | 2013        |
| Deportes Quindío        | Colombia | 2013 - 2014 |
| Águilas Doradas         | Colombia | 2015 - 2016 |

- Datos: Q5897909